# 本願寺広島別院
本願寺広島別院（ほんがんじひろしまべついん）は、広島県広島市中区寺町にある浄土真宗本願寺派の寺院。旧安芸国の安芸門徒と呼ばれる浄土真宗門徒の活動の中心寺院である。

## 沿革・歴史
本願寺広島別院の前身は、長禄3年（1459年）、安芸武田氏によって、現在の武田山の麓（現広島県立祇園北高等学校付近）に建立された、龍原山仏護寺である。この寺院は安芸武田氏の影響下にあり、初代住職正信も安芸武田氏一門であった。建立当時は天台宗の寺院であった。しかし、第2世住職円誓は、本願寺の蓮如に帰依して、明応5年（1496年）に浄土真宗に改宗した。
その頃の安芸国は戦乱の日々で、安芸武田氏はその波に揉まれ、第3世住職超順の時代、天文10年（1541年）に安芸武田氏は大内氏と毛利氏に攻められて滅亡してしまう。仏護寺は堂宇を焼失するなど大きく疲弊するが、信仰心篤い毛利元就の庇護を受け、石山合戦では毛利軍の一員として畿内に出兵した。
豊臣秀吉の世になると、毛利輝元は広島城の築城に着手。その時の町割によって天正18年（1590年）、仏護寺は広島小河内（現広島市西区打越町）に移転した。慶長5年（1600年）の関ヶ原の戦いで毛利氏は広島を去るが、その後領主となった福島正則によって、慶長14年（1609年）に、現在の寺町へと移転させられた。
福島正則の去ったのち広島は浅野氏の支配となるが、そのまま明治維新まで浅野氏の庇護を受けた。江戸末期まで浅野氏の支援を受けていたが、明治維新後廃藩置県によりその支援が途絶え仏護寺の維持運営に支障をきたすようになる。そのため紀州浅野家を介し本願寺の別院となるべく依願し、明治以後、安芸の本願寺別院となる。
天保の飢饉の際には、山県郡などから困窮した多数の農民が広島城下へ流入。天保8年（1834年）1月、藩は仏護寺を拠点として農民らを集め、食事を施し路銀を与えて帰村させた。
明治9年（1876年）から約2年間、仮の広島県庁舎がここに置かれている。
明治27年（1894年）には日清戦争により大本営を設け臨時首都となった広島市で第7回帝国議会を開催することとなり、仏護寺での開催も検討していたが狭いことから、広島臨時仮議事堂が別の場所に建てられることとなった。
そして明治35年（1902年）11月に、広島別院仏護寺と改称。その6年後の明治41年（1908年）4月に、現在の名である本願寺広島別院と改称する。
太平洋戦争末期の昭和20年（1945年）8月6日、原子爆弾が広島市に投下され、爆心地からわずか1km足らずの広島別院は廃墟と化すも、戦後の昭和39年（1964年）10月に本堂が再建され、平成6年（1994年）には本堂を中心に大規模な修復工事が行われた。

## 広島別院と安芸教区
浄土真宗本願寺派では、全国を31の教区、533の組（そ）に分けられているが、広島別院の管理する広島県西部の地域は安芸教区と呼ばれ、25の組に分けられている。教区内には現在550ほどの寺院があるが、門徒の減少、後継者の不足等に悩まされている。
組織
- 豊田東組
- 賀茂東組
- 高田東組
- 高田西組
- 高田北組
- 浦組
- 東広島組
- 志和組
- 安芸南組
- 安芸北組
- 広島北組
- 山県東組
- 山県西組
- 山県中組
- 山県太田組

- 広陵東組
- 広陵西組
- 佐伯東組
- 佐伯西組
- 佐伯奥組
- 佐伯沖組
- 沼田組
- 黒瀬組
- 呉東組
- 深川組